# Butine
La butine est un composé organique de la famille des flavanones, un sous-groupe de flavonoïdes. Elle et présente dans les graines de  Vernonia anthelmintica (Asteraceae) ainsi que dans le bois de Dalbergia odorifera (Fabaceae).

## Hétérosides
- Butine 7-O-β-D-glucopyranoside présent dans Bidens tripartita[4] (Asteraceae).